# Darbandeh
Darbandeh (persiska: دربنده) är en ort i Iran.   Den ligger i provinsen Kurdistan, i den nordvästra delen av landet, 400 km väster om huvudstaden Teheran. Darbandeh ligger 1 634 meter över havet och antalet invånare är 183.
Terrängen runt Darbandeh är lite bergig. Runt Darbandeh är det ganska tätbefolkat, med 222 invånare per kvadratkilometer. Närmaste större samhälle är Sanandaj, 9,6 km nordost om Darbandeh. Trakten runt Darbandeh består i huvudsak av gräsmarker.